# Sergio Cofferati
Sergio Gaetano Cofferati (Sesto ed Uniti, 30 gennaio 1948) è un sindacalista e politico italiano, segretario della CGIL dal 1994 al 2002.
Dopo la segreteria entra nella politica attiva, venendo eletto sindaco di Bologna nel 2004. Dal 2009 al 2019 è stato membro del Parlamento europeo, eletto con il Partito Democratico.
Uscito dal Partito Democratico nel 2015, in contrasto con le politiche del Governo Renzi, diventa, dopo la partecipazione a "Cosmopolitica", tra i promotori di Sinistra Italiana. Nel 2023 torna nel Partito Democratico.

## Carriera sindacale

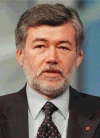
Sergio Cofferati negli anni 90.

Originario della provincia di Cremona, si diploma come perito industriale, viene assunto come impiegato alla Pirelli di Milano e si iscrive al sindacato FILCEA (facente capo alla CGIL), che raccoglie i dipendenti del comparto chimico; negli anni percorre tutta la scala organizzativa del sindacato, diventando dirigente nazionale dal 1978 e arrivando nel 1988 a ricoprire il ruolo di segretario nazionale FILCEA.

### Segretario generale CGIL
Viene nominato nella segreteria nazionale della CGIL nel 1990; nel 1994 succede a Bruno Trentin nel ruolo di segretario generale.
Il periodo che lo vede a capo del maggiore sindacato italiano è uno dei periodi più difficili ma anche più ricco di significativi successi per il sindacato stesso: l'accordo sulla concertazione del 1993, la riforma delle pensioni del 1995, il no alla modifica dell'articolo 18 dello Statuto dei lavoratori, per il quale il 23 marzo 2002 al Circo Massimo di Roma parla davanti a una folla di circa 700.000 persone (tre milioni secondo la CGIL) grazie alla partecipazione di no-global e girotondi, in una delle maggiori manifestazioni italiane del dopoguerra.
Il 21 settembre 2002 termina il mandato di segretario nella CGIL e riprende il posto di lavoro alla Pirelli, pur riscuotendo un seguito politico massiccio e divenendo nell'anno seguente un nuovo punto di riferimento con i girotondi per l'elettorato della sinistra, sconfitta pochi mesi prima alle elezioni politiche.

### Il caso Biagi
Durante la tesa discussione sull'art. 18, Marco Biagi, consulente del governo per l'elaborazione delle riforma del mercato del lavoro, venne direttamente tirato in causa da Sergio Cofferati, allora leader della CGIL, che parlò di "anello di congiunzione tra Governo e Confindustria". Come riporta il Corriere della Sera, "in una delle lettere inviate a Pier Ferdinando Casini alcuni mesi prima di essere assassinato, Biagi scrisse: «Sono molto preoccupato perché i miei avversari (Cofferati in primo luogo) criminalizzano la mia figura. Per ragioni che ignoro a Roma da dieci giorni è stata revocata la scortatutela. Ti chiederei la cortesia di fare il possibile affinché venga tutelato»".
In un'email a Stefano Parisi di Confindustria, Biagi invece scrisse: «Non vorrei che le minacce di Cofferati (riferitemi da persona assolutamente attendibile) nei miei confronti venissero strumentalizzate da qualche criminale». Il 20 marzo 2002 Marco Biagi venne assassinato dalle Nuove Brigate Rosse a Bologna.
A pochi giorni dalla grande manifestazione indetta dalla CGIL contro la modifica dell'articolo 18 dello statuto dei lavoratori, l'organizzazione sindacale decise pertanto di cambiare le parole d'ordine, inserendovi "la condanna del terrorismo e la lotta contro ogni forma di violenza". Il centro-destra in Parlamento attacca la CGIL e Cofferati accusandoli di avere favorito il terrorismo e di portare dunque una responsabilità "morale" nell'omicidio del professor Biagi; per questa ragione la Corte europea dei diritti dell'uomo ha condannato l'on. Taormina e l'on. Bossi a un risarcimento di 16000 € a testa.

## Carriera politica

### Sindaco di Bologna
Qualche tempo dopo, con grande delusione per i girotondini, accetta la proposta di candidarsi come sindaco a Bologna, città tradizionalmente di sinistra ma che dal 1999 era amministrata da Giorgio Guazzaloca, primo e tuttora unico esponente del centro-destra ad aver ricoperto la carica di primo cittadino bolognese.
Si presenta alla città ponendo al centro della propria azione politica il tema della partecipazione dei cittadini alla vita pubblica. Cofferati, avvalendosi di un programma elettorale condiviso e riformatore, ricompatta in breve tempo lo schieramento che lo ha sostenuto, riuscendo ad affermarsi nelle elezioni amministrative: nel giugno 2004 viene eletto al primo turno con il 55,9% dei voti, superando il sindaco uscente Guazzaloca.

#### La "Street Rave Parade"
Nel 2005 Cofferati si batte per impedire la manifestazione anti-proibizionista Street Rave Parade, giunta alla sua nona edizione cittadina. Durante un'intervista rilasciata a Giuliano Ferrara, Cofferati spiega la propria iniziativa dicendo: "È mio dovere quale pubblico amministratore difendere i cittadini anche da loro stessi". Nel 2006 tenta nuovamente di impedire la manifestazione, rivolgendo severe critiche al Questore di Bologna, accusato di aver utilizzato metodi troppo morbidi a tutela dell'ordine pubblico.

#### Battaglie a difesa della legalità
Nel corso del mandato Cofferati solleva il tema dei lavavetri aggressivi nei confronti degli automobilisti e degli affitti in nero; lancia inoltre una campagna anti-graffiti, sostenendo la necessità di una ripulitura straordinaria dei muri cittadini. Tra gli altri provvedimenti varati dalla giunta Cofferati, si ricordano le ordinanze che vietavano il piercing nelle zone genitali, quelle che imponevano la chiusura anticipata dei locali notturni e quelle che proibivano il consumo di alcolici all'aperto dopo le ore 22.

### Europarlamentare del Partito Democratico
Dal 23 maggio 2007 è uno dei 45 membri del Comitato nazionale per il Partito Democratico che riunisce i leader delle componenti del futuro PD. Cofferati, il 9 ottobre 2008, dichiara pubblicamente di non volersi candidare ad un secondo mandato come sindaco di Bologna, per ricongiungersi definitivamente alla famiglia; poco dopo, infatti si trasferisce a Genova con la moglie ed il figlio Edoardo, nato da pochi mesi. Il 9 aprile 2009 il segretario del Partito Democratico, Dario Franceschini, conferma le voci secondo cui Sergio Cofferati sarà candidato dal partito come capolista per la Circoscrizione Nord-Ovest alle elezioni europee. Ottiene 201.264 preferenze, risultando il più votato per il PD nel Nord-Ovest.
Eletto parlamentare europeo nel giugno 2009 per il gruppo dei Socialisti e Democratici, è Vice Presidente della Commissione per il Mercato Interno e la protezione dei consumatori, è membro della Commissione Giuridica ed è stato membro della Commissione Occupazione ed Affari Sociali. Ha inoltre svolto il ruolo di Coordinatore per il Gruppo S&D nella Commissione speciale per la crisi finanziaria, economica e sociale istituita dal Parlamento Europeo a inizio della legislatura del 2009.

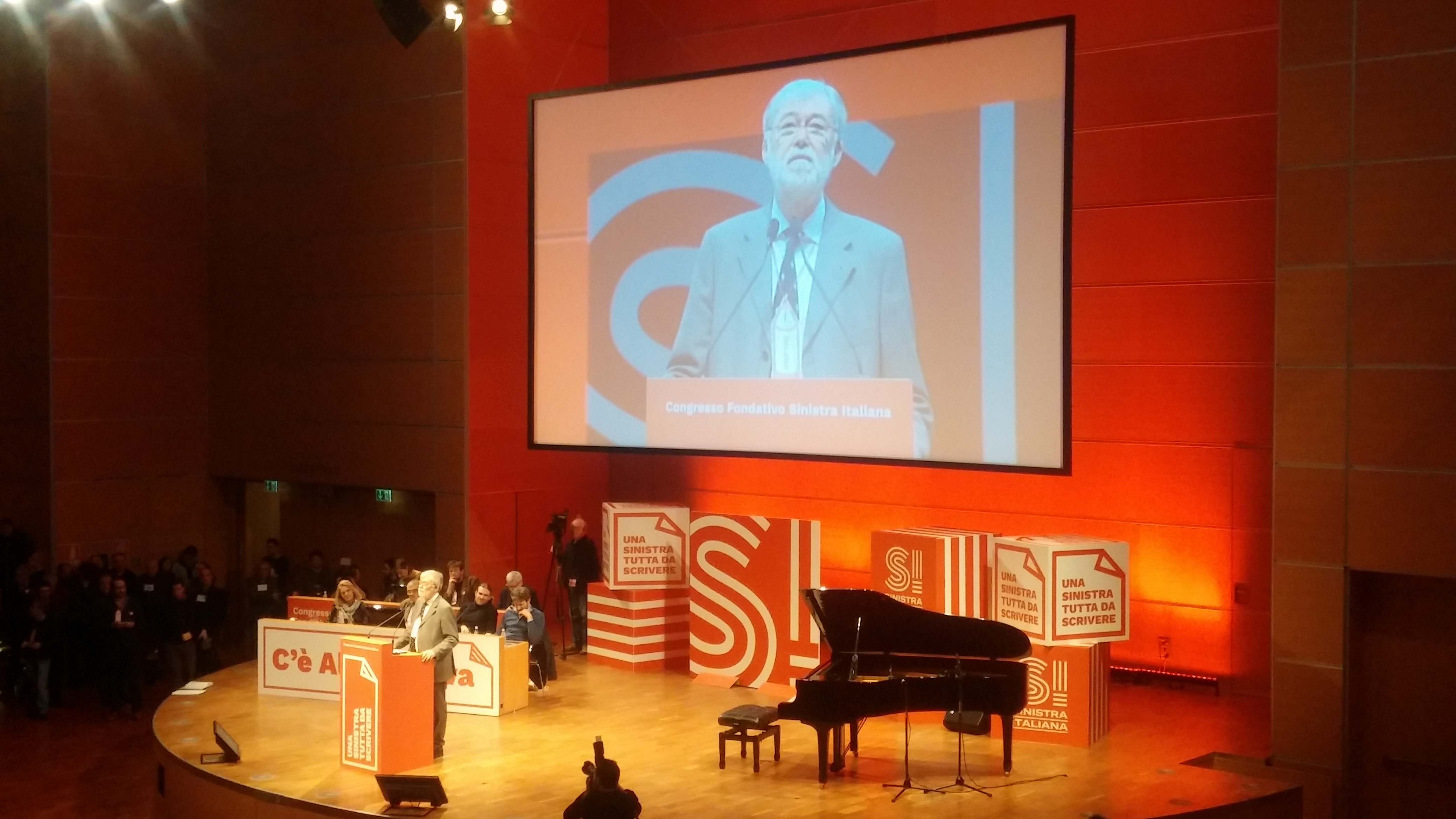
Sergio Cofferati interviene al Congresso Fondativo di Sinistra Italiana. Rimini, 18 febbraio 2017.

Nel 2014 si ricandida alle elezioni europee con il PD nella circoscrizione del Nord-Ovest. Con 121.146 preferenze è il secondo più votato nella Circoscrizione Nord-Ovest per il PD e risulta rieletto dietro la capolista Alessia Mosca.

### Le primarie in Liguria e l'abbandono del PD
L'8 novembre 2014 annuncia la propria candidatura alle primarie di partito dell'11 gennaio 2015 per la scelta del candidato a presidente della regione Liguria per le elezioni regionali del 2015, ruolo che potrebbe ricoprire in quanto residente a Genova. Ottiene 24.827 voti e viene sconfitto da Raffaella Paita, la quale ne ottiene 28.916, anche se lo stesso Cofferati dichiara di ritenere il voto irregolare. Il 17 gennaio abbandona il PD, riferendo riguardo alle primarie liguri: "Per imporre, realizzare il modello politico anche in Liguria delle larghe intese con il centrodestra - che io mai avrei appoggiato - si è fatto ricorso in modo spregiudicato al sostegno del centrodestra nelle primarie del nostro partito. E anche all'inquinamento con voti comprati. Sta tutta qui la ragione delle mie dimissioni, la ferita politica che si è aperta nel PD, e non solo in Liguria. Sono stati cancellati i valori stessi su cui è nato il Partito Democratico. E io che ne sono stato uno dei 45 fondatori, e non c'era certo Renzi, me ne vado con dolore. Sono stati ormai distrutti i principii e gli strumenti per la loro affermazione, e cioè proprio le primarie."
Il 17 marzo seguente contro la Paita lancia la candidatura di Luca Pastorino insieme con Rete a Sinistra e dissidenti vicini a Pippo Civati.
Nell'aprile 2016, durante la discussione sulle modifiche proposte dalla Commissione Europea alla Direttiva 477 in tema di armi da fuoco, presenta una lista di emendamenti volta a disarmare il più possibile i cittadini europei.

### In Sinistra Italiana e la candidatura alle politiche del 2018
Fu impegnato nel comitato promotore di Sinistra Italiana e in occasione delle elezioni politiche in Italia del 2018 fu il candidato della lista Liberi e Uguali per la Camera nel collegio uninominale Liguria - 03, ma raccolse il 5,41% (7.022 voti), superato da Roberto Traversi del Movimento 5 Stelle (35,59%), da Cristina Pozzi del centro-destra (28,57%) e dal deputato uscente del PD Mario Tullo (26,5%).

### Il ritorno nel PD
Il 22 settembre 2023 annuncia, in una intervista a La Repubblica, il suo rientro nel Partito Democratico con il nuovo corso della segretaria Elly Schlein.

## Attività e interessi privati
Sergio Cofferati è noto anche per alcuni interessi collaterali, nei quali dichiara spesso di trovare parallelismi e relazioni con la politica e la società contemporanea:
- È appassionato di fantascienza, in particolare delle opere dello scrittore statunitense Philip K. Dick[28][29], alle cui opere ha scritto alcune prefazioni e postfazioni per la Casa Editrice Fanucci. Ha anche partecipato a numerose conferenze sull'argomento[30].
- È appassionato di fumetti di vario genere ed ha tenuto anche una rubrica a tema sulla rivista Linus. Il suo fumetto preferito è Tex, di cui tiene sempre una copia sulla propria scrivania; dichiara inoltre di possedere un'intera stanza della sua casa dedicata al popolare fumetto western. A lui si deve nel 2000 la fondazione, insieme con Gianfranco Goria e Marco Cattaneo, del primo sindacato di categoria per gli autori di fumetti, cinema di animazione e illustrazione, SILF/SLC/CGIL. Nel periodo in cui è stato sindaco a Bologna ha spesso scherzato sull'appellativo di sceriffo che gli veniva attribuito, paragonandosi al protagonista del suo fumetto preferito.
- È da sempre molto appassionato di musica lirica. Racconta egli stesso che al melodramma lo avvicinò, sin dalla più tenera età, suo padre, che ascoltava spesso opere liriche alla radio e gli raccontava a mo' di favole le trame di tali opere. Per alcuni mesi ha condotto dai microfoni di Italia Radio una trasmissione nella quale commentava le più celebri opere.

### Politica e sindacato
- Sergio Cofferati, con Gaetano Sateriale. A ciascuno il suo mestiere: lavoro, sindacato e politica nell'Italia che cambia. Milano, Baldini e Castoldi, 2002. ISBN 88-8490-274-6. (1ª Ed. Milano, Mondadori, 1997. ISBN 88-04-42069-3)
- Nunzia Penelope. L'ultimo leader: biografia di Sergio Cofferati. Roma, Editori Riuniti, 2002. ISBN 88-359-5227-1
- Luca Telese. La lunga marcia di Sergio Cofferati (prefazioni di Enrico Deaglio e Giuliano Ferrara). Milano, Sperling & Kupfer, 2003. ISBN 8820035057
- Roberto Grandi, Cristian Vaccari, Cofferati anch'io, Baldini e Castoldi Dalai, 2004, ISBN 88-8490-640-7
- Franco "Bifo" Berardi, Da Bologna (Serie A) a Bologna (Serie B). Lettera aperta di un provocatore ai buoni cittadini bolognesi. Derive e Approdi Ed., 2005.

### Fantascienza e fumetti
- Sergio Cofferati, Carlo Zanda (a cura di). Il mio amico Tex. Milano, Diario, 1998.
- Philip K. Dick. I simulacri. Introduzione di Sergio Cofferati. Roma, Fanucci Editore, 1998. Economica tascabile n. 49. ISBN 88-347-0538-6
- Philip K. Dick. Ubik. Il romanzo e la sceneggiatura. Introduzione di Sergio Cofferati. Roma, Fanucci Editore, 1999. Il Libro d'Oro n. 120. ISBN 88-347-0712-5
- Philip K. Dick. Confessioni di un artista di merda. Introduzione e cura di Carlo Pagetti; postfazione di Sergio Cofferati; trad. di Maurizio Nati. Roma, Fanucci Editore, 2002. ISBN 88-347-0862-8
- PKD. L'agenda-libro di Philip K. Dick. Con interventi di Gregg Rickman, Sergio Cofferati, Carlo Pagetti. Roma, Fanucci Editore, 2006.